# Боб Пейсли
Робърт (Боб) Пейсли е бивш английски халф, по-известен като вторият най-успешен футболен мениджър в британската история. Той е мениджър на „Ливърпул“ от 1974 до 1983 г. Печели с „Ливърпул“ много отличия, сред които 6 титли на Англия, 3 Купи на европейските шампиони и Купата на УЕФА (УЕФА Къп).

## Биография

### Футболна кариера
Роден в Хетън ли Хоул, Съндърланд, Боб Пейсли се присъединява към „Ливърпул“ през май 1939 г. Прекъсването по време на Втората световна война забавя дебюта му за „Ливърпул“. Дебютира на 5 януари 1946 г. срещу „Честър сити“.
В първия сезон след войната Пейсли помага на „Ливърпул“ за първата им титла от 24 години със своите 34 участия.

### Мениджърска кариера
През юли 1974 г. Бил Шенкли напуска мениджърския пост на „Ливърпул“ и Пейсли е натоварен с тежката задача да го замени. Той печели шампионската титла и Купата на УЕФА през втория си сезон начело на отбора през 1975-76. Следващия сезон се оказва дори по-добър, като „Ливърпул“ отново е шампион, печели Купата на европейските шампиони (КЕШ) за първи път и играе финал за Купата на Англия, като изпуска да направи требъл.
През 1977-78 клубът защитава спечелената през предната година КЕШ. През 1978-79 „Ливърпул“ отново е шампион, спечелвайки 68 точки (2 за победа), което е национален рекорд, и допуска само 16 гола в 42 мача.
През 9-годишния период на управление на Пейсли „Ливърпул“ печели 21 трофея, включително: 3 КЕШ; Купата на УЕФА; 6 шампионски титли, както и 3 последователни Купи на Лигата. Единственият трофей, който му убягва, е Купата на Англия.
Пейсли се оттегля през 1983, и също като Шенкли, е наследен от своят асистент Джо Фейгън.